# Ірпінська міська територіальна громада
Ірпінська міська територіальна громада — територіальна громада в Україні, в Бучанському районі Київської області. Адміністративний центр — місто Ірпінь.
Утворена 12 червня 2020 року шляхом об'єднання Ірпінської міської ради обласного значення, Козинцівської сільської ради Бородянського району та Михайлівсько-Рубежівської сільської ради Києво-Святошинського району.
Межує на півночі з Бучанською та Бородянською ТГ, на сході — з Гостомельською ТГ, на півдні — з Дмитрівською ТГ, на заході — з Макарівською ТГ.

## Річки, озера, ставки
м. Ірпінь:
- річка Ірпінь довжиною 9,5 км;
- річка Буча довжиною 4,2 км;
с. Михайлівка-Рубежівка:
- річка Буча довжиною 7,5 км;
- річка Мислін довжиною 4,7 км;
- озеро по Садовій площею 2,8 га;
- озеро  Ваканець площею 6,5 га;
- озеро Кавунове площею 1,9 га;
- пожарна водойма площею 0,9 га;
- озеро села Забучча площею 0,5 га;
с. Козинці:
-річка Мислин довжиною 4,2 км;
-ставки 3-шт. площею 9, 7 та 3 га;
с. Діброва:
- штучне озеро «Мошко» площею 4 гектари

## Історичні та історико-архітектурні пам'ятки
| Основні історичні та історико-архітектурні пам'ятки | 1. 5 братських могил; 2. понад 30 садиб в яких проживали видатні особистості 19-20 ст.; 3. 26 меморіальні дошки; 4. 5 ДОТів; 5. Пам'ятник художнику Ф. Г. Кричевському м. Ірпінь. 6. Ботанічна пам'ятка природи «Дуб Прадуб» м. Ірпінь. 7. Гідрологічний заказник місцевого значення «Криничка» м. Ірпінь. 8. Поселення Доба бронзи ІІ ст. до н.е, -1 ст. н. е. (зарубинецька, ранньослов'янська культури), XI—XIII ст.н. е. 2, 0 га. м. Ірпінь. 9. Привокзальна площа з приміщенням вокзалу (початок ХХст.) м. Ірпінь. 10. Свято-Троїцький храм з прилеглою територією (початок ХХст.) м. Ірпінь. 11. Територія санаторію «Ірпінь» (старий маєток поч. ХХст.) м. Ірпінь. 12. Будинок творчості письменників (парково-архітектурний комплекс) м. Ірпінь. 13. Центральний будинок культури (частина приміщення — актова зала (418,4 кв.м.) та фойє (225,3 кв.м.) м. Ірпінь. 14. Памятник Тарасу Шевченку м. Ірпінь. 15. Погруддя В.Правику — Герою Радянського Союзу чорнобильському пожежникові м. Ірпінь. 16. Погруддя академіку З.Алієвій м. Ірпінь. 17. Пам'ятний знак (хрест) на честь 1025 Хрещення Русі м. Ірпінь. 18. Алея героїв АТО м. Ірпінь. 19. Алея героїв м. Ірпінь. 20.Пам'ятник Слави (пам'ятник загиблим воїнам у Другій світовій війні 1939—1945 р.р.) в Михайлівці-Рубежівці. 21.Пам'ятник українському поету Т. Г. Шевченку в Михайлівці-Рубежівці. 22.Пам'ятник митрополиту Петру Могилі в Михайлівці-Рубежівці. 23.Пам'ятник жертвам голодомору на Україні 1932—1933 р.р. в Михайлівці-Рубежівці. 24.Пам'ятник Ф. В. Роговенку -- першому директору колгоспу " Більшовик " в селі Михайліка –Рубежівка. 25.Пам'ятник загиблим воїнам в зоні АТО рубежівцям О. М. Моргуну –Білявському та В. В. Пазюну в Михайлівці-Рубежівці. 26. Меморіальна дошка воїну АТО О. М. Моргуну –Білявському.(Розміщена на головному фасаді Мих.-Рубежівської ЗОШ). 27. Меморіальна дошка директору Будинку культури с. Михайлівка –Рубежівка кавалеру Ордену Дружби народів, яка працювала з 1966 по 2021 р.р. Цимбал Антоніні Єрофіївні. (Розміщена на фасаді Михайлівсько — Рубежівського старостинського округу). 28.Пам'ятник загиблим воїнам с. Козинці. 29.Памятник загиблим воїнам с. Діброва. 30.Могила загиблих солдат Дауєва і Кошмака (траса Немішаєве-Козинці). |

## Населені пункти
У складі громади 1 місто (Ірпінь) і 4 села:
- Діброва
- Забуччя
- Козинці
- Михайлівка-Рубежівка

## Старостинські округи
- Козинцівський
- Михайлівсько-Рубежівський